# Manuel Simón Cuervo
Manuel Simón Cuervo (Oviedo, 20 de juny de 1972) és un exfutbolista asturià, que ocupava la posició de davanter.

## Trajectòria
Format al planter del Real Oviedo, debuta a primera divisió a la campanya 95/96, en la qual disputa un encontre.
Sense continuïtat a l'equip ovetenc, la carrera del davanter prossegueix per equips més modestos, com ara l'AD Universidad de Oviedo.